# Харви Кљунић
Харви Кљунић (енгл. Harvey Beaks) је америчка анимирана комедија направљена од стране Карла Харви Гринблата, премијерно приказана на Никелодиону 28. марта 2015. године. Серија обухвата две сезоне са укупно 52 епизоде, односно 98 сегмента. Серија је неуспешно номинована у четири категорије на различитим доделама награда. Главне улоге у серији тумачили су: Макс Чарлс, Анџелина Валер, Џексон Брандиџ и Томас Робинсон.
Радња серије се одвија у шумском градићу по имену Мали Гај у ком живе разноврсне антропоморфне животиње и друга бића. Главни јунак серије, плави птић по имену Харви, се спријатељује са два ђаволка близанца, Фи и Фу, са којима често доживљава авантуре.
У Србији, Црној Гори, Републици Српској и Северној Македонији серија је премијерно приказана 17. августа 2015. године на каналу Никелодион, синхронизована на српски језик. Синхронизацију је радио студио Голд диги нет. Уводна шпица је такође синхронизована. Српска синхронизација нема DVD издања.

## Епизоде
| Сезона | Сезона | Епизоде | Сегменти | Премијерно приказивање (САД) | Премијерно приказивање (САД) | Премијерно приказивање (Србија) | Премијерно приказивање (Србија) |
| Сезона | Сезона | Епизоде | Сегменти | Прва епизода                 | Последња епизода             | Прва епизода                    | Последња епизода                |
| ------ | ------ | ------- | -------- | ---------------------------- | ---------------------------- | ------------------------------- | ------------------------------- |
|        | 1      | 26      | 52       | 28. март 2015.               | 10. јун 2016.                | 17. август 2015.                | 31. октобар 2016.               |
|        | 2      | 26      | 52       | 13. јун 2016.                | 29. децембар 2017.           | 2. јануар 2017.                 | ТБА                             |

## Радња
Серија прати симпатичну, младу птицу по имену Харви Кљунић и његово двоје најбољих пријатеља, близанце Фи и Фу у непрестаној потрази за авантуром у магичној шуми која им је уједно и дом.

## Ликови

### Главни ликови
- Харви Кљунић (енгл. Harvey Beaks) је десетогодишњи плави птић препознатљив по својој необично великој глави. Има беле очи, тамнозелено перје и плави реп; одевен је у светло зелену мајцу и тамнозелени шорц. Харви је добро васпитано дете које поштује правила и жели да све око себе учини срећнима.[1] Његови најбољи пријатељи, близанци Фи и Фу, га често прате у његовим пустоловина;[2] међутим, када је са њима, Харви често упада у невоље, које својом дарежљивошћу и поштењем успева да реши.
- Фи је ружичасти ђаволак са житим очима и чупавом розе косом у којој чува своје ствари. Одевена је у ѕак за кромпире који је око њеног струка завезан старим ужетом; има црвен нос у облику пирамиде, а зуби су јој оштри и неравномерно распоређени. Она је дивља девојка која не поштује правила и воли да ризикује како би се забавила, али насупрот томе, веома је одана и добар пријатељ, што показују њене вишеструке жртве за Харвија и свог брата Фуа. Већина становника Малог Гаја не воли њу и њеног брата због њиховог дивљег понашања.[2]
- Фу је десетогодишњи наранжасти ђаволак са жутим разроким очима. Као и његова сестра близнакиња, Фи, Фу има црвени нос у облику пирамиде и оштре зубе који су неравмерно распоређени; одевен је у црвене панталоне направљене од вреће за смеђе. Често се понаша као штене, хвата штап када га неко баци, игра се са зечевима, трчкара наоколо, жваће ствари и обавља нужду где стигне. Мање је инталигентан од остатка града због чега често прича невезане ствари и сагледа свет на веома хумористичан начин.[2]

### Споредни ликови
- Дејд је десетогодишњи зец златне боје за великим, крзненим образима.

## Улоге
| Име лика        | Енглески глас                      | Српски глас                               |
| --------------- | ---------------------------------- | ----------------------------------------- |
| Харви Кљунић    | Макс Чарлс                         | Алекса Станиловић (С1) Иван Павличић (С2) |
| Фи              | Анџелина Валер                     | Мина Ненадовић                            |
| Фу              | Џексон Брандиџ Томас Робинсон      | Никола Тодоровић                          |
| Мириам Кљунић   | Кери Кени-Силвер                   | Маријана Живановић Чубрило                |
| Ирвинг Кљунић   | Скот Адсит Крис Парнел             | Предраг Дамњановић                        |
| Мишел Кљунић    | Кари Валгрен                       | без дијалога                              |
| Пири Пири       | Медлин Кери                        | Јована Чуровић                            |
| Кети            | Ник Сумида                         | Ана Кораћ (С1Е2) Маријана Живановић       |
| Принцеза        | Андрес Селаф                       | Милан Тубић                               |
| Техномеда       | Мејзон Ваух                        | Јелена Стојиљковић                        |
| Рутер           | Лејз Мејмон (С1) Ејди Чандлер (С2) | Вељко Смиљанић                            |
| Кратз           | Метју Џанг                         | Огњен Мићовић                             |
| Мајки           | Ник Сумида                         | Александар Бојовић                        |
| Клер            | Никол Видл                         | Ивана Тењовић                             |
| Џереми          | Ц. Х. Бриндалт                     | Милан Антонић                             |
| Доктор Робертс  | Џеф Бенет Мет Бери                 | Марко Марковић                            |
| Дејд            |                                    | Данијел Корша                             |
| Рендал          | Марк Марун                         | Марко Јањић                               |
| Рендалова мајка | Ник Сумида                         | Лако Николић                              |